# 昨晩お会いしましょう
『昨晩お会いしましょう』（さくばんおあいしましょう）は、松任谷由実（ユーミン）の12枚目のオリジナルアルバム。1981年11月1日に東芝EMIからリリースされた（LP：ETP-90120、CT：ZH28-1065）。1981年12月17日から1982年4月25日に『昨晩お会いしましょう』全国コンサートツアーが行われた。なお、このライブは後にビデオ化され、『1982 Yuming Visual Volume2』というタイトルにて発売された。1985年6月1日に初CD化（CA32-1138）。1999年2月24日にLPのブックレットを復刻し、バーニー・グランドマンによるデジタルリマスタリングで音質を大幅に向上したリマスタリングCD（TOCT-10645）とLP（TOJT-10645）をリリース。

## 解説
- タイトルはオペラ『椿姫』からヒントを得た。
- ジャケットのデザインはイギリスのヒプノシスが手がけ、ユーミンに後ろ姿が似たモデルを起用。アイスランド・ロケ。なお、デザイン提案された絵コンテのうち最後まで迷ったもう一つのジャケット案は、同時期に発表されたピンク・フロイドの『時空の舞踏』に採用されたという[1]。
  - なお、プロデューサーである松任谷正隆が「箱根アフロディーテ」50周年記念イベント『追憶のピンク・フロイド　オーディオライブ』（2021年8月6日・7日、箱根 彫刻の森美術館）にゲスト出演した際、この時の経緯について語り「会社を若返らそうと思って、僕の会社に“学生の社長”を入れたときがあって、帰国子女だったのですが、“君に好きなことをなんでもやらせるから、何がやりたい？”と聞いたら“私は由実さんのアルバムにヒプノシスのジャケットを使いたい”と。“じゃあ直接交渉してみな”と伝えたら本当に交渉して決めてしまった。ヒプノシス側に『昨晩お会いしましょう』のアルバムのテーマを話したら、デザインを20枚位持って、ポー（オーブリー・パウエル）が僕の家に来た。“どれを使ってもらってもいい”というので、最後に2枚だけ迷って、あれに決めた。その最後まで迷ったもう一枚はというと、そのあとのピンク・フロイドのベスト盤『時空の舞踏』のジャケになっていたのでびっくりしたんですよ。もし僕らが『時空の舞踏』のデザインを選んでいたら、ピンク・フロイドの方はどうしていたのかな」と当時を振り返っている[2]。
- キャッチコピーは「過去、現在、未来、時の流れは 今 ユーミンに止められた。あなたの青春の一場面が息づく。」。
- 1981年『昨晩お会いしましょう』（12作目）から1997年『Cowgirl Dreamin'』（28作目）まで、17年間、17枚連続で、オリジナルアルバムが最高位1位を獲得するという快挙を成し遂げた。

## 収録曲

### CD
| 全作詞・作曲: 松任谷由実。 |                                                        |            |            |                                        |      |
| #                          | タイトル                                               | 作詞       | 作曲・編曲 | 編曲                                   | 時間 |
| 1.                         | 「タワー・サイド・メモリー -Tower Side Memory-」       | 松任谷由実 | 松任谷由実 | 松任谷正隆                             | 3:06 |
| 2.                         | 「街角のペシミスト -Pessimist-」                       | 松任谷由実 | 松任谷由実 | 松任谷正隆                             | 4:41 |
| 3.                         | 「ビュッフェにて -At a Dining Car-」                   | 松任谷由実 | 松任谷由実 | 松任谷正隆                             | 3:52 |
| 4.                         | 「夕闇をひとり -Walking Alone In the Dusk-」           | 松任谷由実 | 松任谷由実 | 松任谷正隆                             | 4:19 |
| 5.                         | 「守ってあげたい -You Don't Have To Worry-」           | 松任谷由実 | 松任谷由実 | 松任谷正隆                             | 4:29 |
| 6.                         | 「カンナ8号線 -Canna Lilies On the Loop Road No. 8-」  | 松任谷由実 | 松任谷由実 | 松任谷正隆、杉真理（コーラスアレンジ） | 4:48 |
| 7.                         | 「手のひらの東京タワー -Tokyo Tower On My Palm-」      | 松任谷由実 | 松任谷由実 | 松任谷正隆                             | 3:45 |
| 8.                         | 「グレイス・スリックの肖像 -Portrait of Grace Slick-」 | 松任谷由実 | 松任谷由実 | 松任谷正隆                             | 4:28 |
| 9.                         | 「グループ -Group-」                                   | 松任谷由実 | 松任谷由実 | 松任谷正隆                             | 4:31 |
| 10.                        | 「A HAPPY NEW YEAR -Happy New Year-」                  | 松任谷由実 | 松任谷由実 | 松任谷正隆                             | 3:43 |

### 楽曲解説
1. タワー・サイド・メモリー
神戸を舞台にしたご当地ソング。タワーとは神戸ポートタワーのことで、当時神戸で行われていたポートピア博覧会も歌詞に織り込まれている。歌詞中のモノレールはこの年に開通したポートライナーと考えられるが、ポートライナーは新交通システム（案内軌条式鉄道）であってモノレールではない。阪神大震災で神戸の街が被害にあったときは、自身が担当する『オールナイトニッポン』でほとんど号泣状態だった。コンサートの神戸公演でのアンコールでは、必ず歌われる。
2. 街角のペシミスト
2018年の自薦ベスト『ユーミンからの、恋のうた。』にも収録されている（ベストアルバム初収録）。
3. ビュッフェにて
ここでの「城下町」とは、金沢のこと。
4. 夕闇をひとり
アルバムと同時発売の18枚目のシングル。同じ年の宮崎美子への提供曲。
5. 守ってあげたい
1980年代前半のユーミンの最大のヒット曲。ユーミンが言うには「ピンク色」の曲。角川映画『ねらわれた学園』主題歌。第1回日本作曲大賞受賞曲。その年の「ザ・ベストテン」でこの歌を披露した。その後1998年にミノルタ「"α-sweet"」（アコースティックヴァージョン・未発売）、同年の三菱自動車「新型ミニカ・トッポBJ」、2002年上野の森美術館「MoMAニューヨーク近代美術展」などのCMソングに使用された。2007年テレビ朝日系『めぞん一刻』主題歌。1983年に原田知世、2002年に鬼束ちひろがカヴァー。
6. カンナ8号線
朗々としたエレキ・ギターの演奏で知られるミディアム・ナンバー。ユーミンのライブの定番曲である。誰もが見過ごすような中央分離帯のカンナの花にかつての恋心の輝きを投影するという、ユーミンならではの着想が光る[3]。曲名はカンナの花と環状8号線にかけている。ベストアルバムへの収録率も極めて高いが、『Neue Musik YUMI MATSUTOYA COMPLETE BEST VOL.1』に収録されているものはイントロを数秒カットした状態で収録されており、『ユーミン万歳!』では2022 mixで収録されている。
7. 手のひらの東京タワー
ここでいう東京タワーとはおみやげ品のことを指している。今作には『タワー・サイド・メモリー』『手のひらの東京タワー』と2曲タイトルにタワーと付く曲が収録されているが、そのことについてユーミン本人は30年近く気が付かなかった[4]。
1981年の石川セリへの提供曲。1993年の角川書店「Chou Chou」CMソング。2004年に野宮真貴がカヴァー。
8. グレイス・スリックの肖像
ジェファーソン・エアプレインのグレイス・スリック (Grace Slick) が好きだった頃と今の自分を歌った曲。イントロとアウトロで有名なフランス民謡『フレール・ジャック』を引用している。17枚目のシングル「守ってあげたい」B面。
9. グループ
10. A HAPPY NEW YEAR 
18枚目のシングル「夕闇をひとり」B面。映画「私をスキーに連れてって」劇中歌。1999年にゴスペラーズがカヴァー（『Dear Yuming』収録）。2003年にベス・ニールセン・チャップマンがカヴァー（『OVER THE SKY:Yuming International Cover Album』収録）。2007年に短編映画『Yuming Films Project』の一編としてドラマ化された（第3話「新年好!〜A HAPPY NEW YEAR」、監督：渡辺賢一、主演：塚本高史） 。当初はユーミンのピアノ演奏でレコーディングしたそうだが、松任谷正隆のピアノに差し替えられたとユーミンが自身のラジオなどで語っている。
「カンナ8号線」と並びベストアルバムへの収録率は高く、2001年のバラード・ベスト『sweet,bitter sweet〜YUMING BALLAD BEST』にも収録されている。

## 参加ミュージシャン
- キーボード：松任谷正隆
- ドラム：林立夫、島村英二
- ベース：高水健司、岡沢茂
- エレクトリック・ギター：松原正樹、鈴木茂
- アコースティック・ギター：松原正樹、吉川忠英、瀬戸龍介
- パーカッション：斉藤ノブ、Pecker
- サキソフォン：Jake H. Conception
- トランペット：中沢健次、岡野等
- フルート&ピッコロ：衛藤幸雄
- リリコン：村岡建
- ストリングス：トマト・ストリングス・アンサンブル
- コーラス：松任谷由実、BUZZ、山本潤子、田井康夫、タイムファイブ、伊集加代子、鈴木宏子、和田夏代子、杉真理
- シンセサイザー・プログラミング： 浦田恵司